# Jean-Pierre Papon
Jean-Pierre Papon  (* 23. Januar 1734 in Puget-Théniers, Département Alpes-Maritimes; † 15. Januar 1803 in Paris) war ein französischer Historiker und Provenzalist.

## Leben und Werk
Papon schloss die Schule in Turin ab, wurde mit 18 Jahren Oratorianer und unterrichtete als Gymnasiallehrer in Marseille, Riom, Nantes und Lyon. Ab 1780 war er Bibliothekar in Marseille, floh vor der Revolution in die Cevennen und wurde 1796 assoziiertes Mitglied des 1795 neu gegründeten Institut de France (Académie des sciences morales et politique).

Papon publizierte eine monumentale Geschichte der Provence: Histoire Générale de Provence, 4 Bde., Paris 1777–1786, Nîmes 1996 (2900 Seiten), in deren zweiten Band er längere Passagen über die Troubadours und über die provenzalische Sprachgeschichte einfließen ließ. Ähnliches findet sich am Ende seines provenzalischen Reiseführers, der ins Deutsche übersetzt wurde: Voyage Littéraire de Provence, suivi de quelques lettres sur les Troubadours,  Paris 1780; u. d. T. Voyage de Provence, 2 Bde., Paris 1787; hrsg. von Louise Godard de Donville [* 1941], Paris 1984 (deutsch: Reise durch die Provence, übersetzt durch Ernst Benjamin Gottlieb Hebenstreit [1758–1803], Leipzig 1783). Damit gehört er zu den Autoren, welche die wissenschaftliche Romanistik und Provenzalistik des 19. Jahrhunderts vorbereiteten.

## Weitere Werke
- L’art du poète et de l‘orateur. Ouvrage destiné à diriger les études, et à former le goût des jeunes gens et des personnes qui s'adonnent à la littérature. Précédé d'un Essai sur l'Éducation, Lyon 1765, 1766, 1768, 1774, 1783; Paris 1800, 1806; Avignon 1811, Genf 1970
- Histoire du Gouvernement Français, depuis l'Assemblée des Notables, tenue le 22 février 1787, jusqu'à la fin de Décembre de la même année, London 1788, Paris 1789
- De la Peste, ou Époques mémorables de ce fléau et les moyens de s'en préserver, Paris 1800
- Histoire de la Révolution de France, 6 Bde., Paris 1815 (deutsch: Vollständige Geschichte der französischen Revolution. Von ihrem Ausbruche im Jahre 1789 bis zum zweyten Pariser Frieden 1815, 4 Bde., Budapest 1820, 1841)